# Bernardino Ochino
Bernardino Ochino, né en 1487 à Sienne et mort en 1564 à Austerlitz, est un réformateur italien, frère capucin puis pasteur et théologien protestant.

## Biographie
À un âge très jeune, il entre dans l'ordre franciscain des Frères mineurs de l'Observance. Vers 1510, il quitte momentanément l'ordre pour faire des études de médecine, puis le réintégre et évolue jusqu'à devenir en 1533 le vicaire général de la partie cismontaine (en Italie). Mais, aspirant à une règle plus stricte, il entre en 1534 dans un nouvel ordre des franciscain, les Frères mineurs capucins.
Il était déjà devenu célèbre pour son zèle et son éloquence, et était un ami intime de l'Espagnol Juan de Valdés, Vittoria Colonna, Maria d’Aragona, Giulia Gonzaga, Pietro Martire Vermigli, Pietro Carnesecchi, ainsi que d'autres qui encoururent, plus tard, la suspicion d'hérésie, soit à cause de la modération de leur caractère ou à cause de la teinture évangélique de leur théologie.
En 1538, il est élu vicaire général de l'ordre des Capucins ; en 1539, pressé par Pietro Bembo il fait une visite à Venise et y délivre une remarquable série de sermons qui montraient une tendance délibérée vers le doctrine de la justification par la foi, ce qui apparaît de manière plus évidente dans ses Dialogues qui sont publiés la même année. Il est suspecté et dénoncé mais rien n'arrive jusqu'à l'instauration de l'Inquisition à Rome en juin 1542, à l'instigation de l'austère zélote Carafa. Ochino reçoit, presque immédiatement, une citation à comparaître à Rome. Selon son propre récit, il est découragé de se présenter en personne à Rome par les avertissements du cardinal Contarini, qu'il retrouve à Bologne en train de mourir d'un poison administré par ses adversaires du parti réactionnaire.
Il se dirige alors vers Florence; mais, après quelques hésitations, il traverse les Alpes pour se rendre à Genève. Il y est cordialement reçu par Calvin et publie pendant deux ans plusieurs volumes de prédications, plus de tracts de controverse que de sermons, expliquant et revendiquant son changement de religion. Il adressa aussi des réponses à Vittoria Colonna, Tolomei et d'autres sympathisants italiens qui étaient très réticents à aller aussi loin que lui. Sa propre rupture avec l'Église catholique romaine est décisive et irrémédiable, et il décrit la doctrine de Luther de la justification par la foi seule comme le « articulus stantis vel cadentis ecclesiae », le point central dont l'acceptation ou le refus entraînait tout avec lui. En 1545, il devint ministre (pasteur) de la congrégation protestante italienne d'Augsbourg, en Allemagne. 
Il est obligé d'abandonner cette charge quand, en janvier 1547, la cité est occupée par les forces impériales. Il trouva alors asile en Angleterre, où il reçoit une nouvelle charge à Canterbury et une pension de la bourse personnelle du roi Édouard VI. Il y compose son œuvre capitale La tragédie du libre arbitre. Cette œuvre remarquable, à l'origine écrite en Latin, ne subsiste plus que dans la traduction de l'évêque Ponet, un magnifique exemple d'une langue anglaise très nerveuse. La forme de l'œuvre - très dramatisée - est celle d'une série de dialogues. Lucifer, mis en rage par l'expansion du royaume de Christ, convoque ses vassaux dans un grand conseil et résout de promouvoir le Pape au rang d'antéchrist. L'État, représenté par l'empereur Phocas est persuadé de fermer les yeux sur l'abus d'autorité spirituelle du pape. Les autres églises sont intimidées jusqu'à ce qu'elles acquiescent. Les projets de Lucifer semblent alors pleinement accomplis, quand le Ciel suscite Henri VIII d'Angleterre et son fils pour les mettre à bas. La conception de l'œuvre marque une remarquable ressemblance avec le « Paradis Perdu » de John Milton. Et il est presque sûr que Milton, dont les sympathies avec la Réforme italienne étaient si fortes, a dû développer avec les réformateurs italiens de solides accointances. Plusieurs des prédications d'Ochino ont été traduites en anglais par une dame, Lady Anna Cook, qui devint l'épouse de Sir Nicolas Bacon. Il publia de nombreux traités de controverses sur le continent.
En 1553, l'accession au pouvoir de Marie Tudor, de religion catholique, le chasse d'Angleterre. Il devint pasteur de la congrégation italienne de Zurich, en Suisse, composée principalement de réfugiés de Locarno. Il continue à écrire des livres qui montrent sa désaffection croissante pour la nouvelle orthodoxie qui règne autour de lui. Le plus important de ses livres fut Les labyrinthes du libre arbitre, une discussion sur le libre arbitre qui attaquait en sous-main la doctrine calviniste de la prédestination.
En 1563, la tempête qui couvait depuis longtemps se déchaîne à l'occasion de la publication des Trente Dialogues. Dans l'un d'eux, en effet, il discute de la polygamie avec une telle liberté de pensée, que ses adversaires crurent qu'il la justifiait en réalité. Ses dialogues sur le divorce et la trinité étaient eux aussi détestables à leurs yeux. On ne l'autorisa pas à s'expliquer. Ochino est bani de Zurich. 
Après s'être vu refusé un asile par les autres cités protestantes, il se rend en Pologne, à cette époque l'État le plus tolérant d'Europe, au point même d'accepter sur son sol des communautés unitariennes. Il n'y résidait pas depuis très longtemps quand apparut un édit qui bannissait tous les dissidents étrangers. Fuyant le pays, il rencontra la peste à Pinczoff ; trois de ses quatre enfants furent emportés, et lui-même - épuisé par la mauvaise fortune - mourut dans la solitude et l'obscurité à Schlakau en Moravie, à la fin de 1564.

## Postérité
Sa réputation auprès des protestants de cette époque était si mauvaise qu'il fut accusé d'être l'auteur du traité « De Tribus Impostoribus », et d'avoir mis en pratique la polygamie. 
Il était réservé à son biographe Karl Benrath de défendre sa mémoire et de le représenter comme un évangéliste, fervent défenseur du libre examen en matière de religion, et donc précurseur des idéaux réformés du XVIIe siècle. 
Il est extrêmement difficile de le classer parmi les différentes tendances du protestantisme : en effet sa pensée commence à se développer autour des thèses de Luther, mais ses derniers écrits semblent avoir influencé Socin et l’unitarisme, puisqu’il est question de la Cène comme d’un mémorial et qu’Ochino tend – du moins selon ses adversaires – à minimiser le rôle du Christ (le socinianisme ne croit pas à la divinité du Christ). Ochino n’a eu qu’une postérité très minime en Italie, mais il semble qu’il ait influencé en partie certains puritains anglais, ce qui peut nous permettre de le considérer comme un tenant de la réforme radicale, même si ses écrits sont marqués par une certaine prudence : Ochino ne prétend pas savoir, il s’interroge perpétuellement.
Il est aussi intéressant pour les Anglais à cause de sa résidence en Angleterre et pour l'influence probable d'une ou plusieurs de ses œuvres sur John Milton.
Toutes les informations disponibles concernant Ochino ont été collectées par l'excellent biographie de Karl Benrath (en allemand), traduite en anglais par Helen Zimmern, avec une préface du Rev. W. Arthur, (Londres) 1876.

## Œuvres
- Discours sur la présence réelle dans le sacrement de la messe, Bâle, 1561